# 李克勒
李克勒，四川南充人，是一名清朝政治人物。吏员出身。
李克勒曾于1863年接替廖秩玮任青浦县知县一职，1864年由翟寅清接任。